# Carbonera de Frentes
Carbonera de Frentes es una localidad española del municipio de Golmayo, perteneciente a la provincia de Soria, en la comunidad autónoma de Castilla y León. 

## Geografía
La localidad, ubicada en la comarca de Soria y en el partido judicial de Soria, se sitúa en el centro de la provincia de Soria, al oeste de la capital, a los pies de la sierra de San Marcos.

## Historia
El censo de Pecheros de 1528, en el que no se contaban eclesiásticos, hidalgos y nobles, registraba la existencia de 16 pecheros, es decir unidades familiares que pagaban impuestos.
A la caída del Antiguo Régimen la localidad se constituye en municipio constitucional en la región de Castilla la Vieja, partido de Soria  que en el censo de 1842 contaba con 42 hogares y 200 vecinos.
Hasta la reforma de la nomenclatura municipal de 1916 el municipio se llamaba simplemente Carbonera. En dicha fecha su nombre fue modificado por el de Carbonera de Frentes. A finales del siglo XX este municipio desaparece debido a su integración en el pueblo de Golmayo, contaba entonces con 43 hogares y 182 habitantes.

## Demografía
| Gráfica de evolución demográfica de Carbonera de Fuentes entre 1842 y 1960 |
| |
| Población de derecho según los censos de población del INE Población de hecho según los censos de población del INEEn este censo se denominaba Carbonera y Granja: 1842 En estos censos se denominaba Carbonera: 1857, 1860, 1877, 1887, 1897, 1900 y 1910 Entre el censo de 1970 y el anterior, este municipio desaparece porque se integra en el municipio 42095 (Golmayo) |

En el año 1981 contaba con 55 habitantes, concentrados en el núcleo principal, pasando a 53 habitantes (INE 2006) y a 51 en 2014. Su ayuntamiento se halla agrupado al de Golmayo.

## Patrimonio
- Iglesia parroquial católica de San Benito
- Ermita de San Antonio.
- Despoblados de Trigorcernido y su granja de Ontalvilla del Tormo.
- Castro celtibérico de Ontalvilla.